# Daniel Sava
Daniel Sava (n. 12 august 1967, București) este un fost jucător român de fotbal care a activat la Dinamo, Flacara Moreni el jucând și împotriva lui FC Porto, Rapid și în Israel la echipe precum Beitar Ierusalim și Hapoel Ber'Sheva pe  postul de mijlocaș. A primit în 1991 o suspendare incorectă de doi ani din activitatea sportivă, după ce în timpul unui meci cu Electroputere Craiova a avut un conflict cu un adversar.

### Activitate
- Flacăra Moreni (1989-1990)
- Rapid București (1989-1990)
- Rapid București (1990-1991)
- Rapid București (1991-1992)